# Stopover in a Quiet Town
"Stopover in a Quiet Town" is een aflevering van de Amerikaanse televisieserie The Twilight Zone.

## Plot

### Opening
Bob and Millie Frasier -- average young New Yorkers who had attended a party in the country last night, and on the way home, took a detour. Most of us, on waking in the morning, know exactly where we are; the rooster or the alarm clock brings us out of sleep into the familiar sights, sounds, aromas of home and the comfort of a routine day ahead. Not so with our young friends. This will be a day like none they've ever spent, and they'll spend it in the Twilight Zone.
— Rod Serling

### Verhaal
Bob en Millie Frazier ontwaken op een ochtend in een voor hun vreemde kamer. De avond ervoor hadden ze een feestje. Bob had te veel gedronken en lag op de terugreis zijn roes uit te slapen op de passagiersstoel, terwijl Millie, die eigenlijk ook een glaasje te veel op had, reed. Het laatste wat zij zich kan herinneren is dat er een schaduw over de auto viel. Bob concludeert dat ze waarschijnlijk tegen iemand zijn opgereden en dat ze nadien naar dit huis zijn gebracht om bij te komen.
Al snel doen de twee de ene vreemde ontdekking na de andere: al het voedsel dat ze in het huis vinden blijkt nep te zijn en ook het meubilair lijkt enkel uit decorstukken te bestaan. Op hun tweeën na is er niemand in het stadje waar ze zijn beland en het gras buiten blijkt te bestaan uit Papier-maché. Bob en Millie zijn dolblij wanneer ze een auto met chauffeur achter het stuur tegenkomen. Ook deze poging om het stadje te verlaten mislukt; de chauffeur blijkt een paspop en de auto heeft geen motor. Hierna horen Bob en Millie het geluid van een trein, waarna ze naar het station rennen en de trein instappen. Ze zijn erg opgelucht maar komen er al snel achter dat de trein die daar vertrekt slechts een rondje heeft gereden en weer aankomt op hetzelfde station waar hij begon. Ze stappen uit en proberen via de hoofdweg het stadje te ontvluchten.
Hierna komen de twee op brute wijze te weten wat er met hen is gebeurd wanneer er opeens een kolossale hand uit de lucht komt vallen en hen oppakt. Het blijkt dat ze zijn meegenomen door een gigantische humanoïde alien als “huisdieren” voor het speelgoeddorp van zijn dochter.

### Slot
The moral of what you've just seen is clear: if you drink, don't drive. And if your wife has had a couple, she shouldn't drive either. You might both just wake up with a whale of a headache, in a deserted village, in the Twilight Zone.
— Rod Serling

## Rolverdeling
- Barry Nelson: Bob Frazier
- Nancy Malone: Millie Frazier
- Denise Lynn: alienmeisje.
- Karen Norris: alienmoeder.

## Trivia
In de kerk van het dorpje hangt een mededelingenbord met de tekst dat er een mis zal worden gehouden door dominee Kosh Gleason. Kosh Gleason was een decorontwerper die vele jaren meewerkte aan The Twilight Zone.